# Hiszpania w Konkursie Piosenki Eurowizji
Hiszpania uczestniczy w Konkursie Piosenki Eurowizji od 1961. Konkursem w kraju zajmuje się hiszpański nadawca publiczny Radiotelevisión Española (RTVE). 
Hiszpania dwukrotnie wygrała konkurs: w 1968 (Massiel z utworem „La, la, la”) oraz w 1969 (Salomé z utworem „Vivo Cantando”).
Hiszpania od 1999 jest jednym z krajów tzw. Wielkiej Czwórki (od 2011: Wielkiej Piątki), które mają zapewnione miejsce w finale konkursu ze względu na płacenie największych składek na organizację konkursu.

## Uczestnictwo
Hiszpania uczestniczy w Konkursie Piosenki Eurowizji od 1961. Poniższa tabela uwzględnia nazwiska wszystkich hiszpańskich reprezentantów, tytuły konkursowych piosenek oraz wyniki w poszczególnych latach.
| Rok  | Artysta               | Piosenka                        | Finał            | Finał            | Półfinał                    | Półfinał                    |
| Rok  | Artysta               | Piosenka                        | Miejsce          | Punkty           | Miejsce                     | Punkty                      |
| ---- | --------------------- | ------------------------------- | ---------------- | ---------------- | --------------------------- | --------------------------- |
| 1961 | Conchita Bautista     | „Estando contigo”               | 9                | 8                | Brak rundy półfinałowej     | Brak rundy półfinałowej     |
| 1962 | Víctor Balaguer       | „Llámame”                       | 13               | 0                | Brak rundy półfinałowej     | Brak rundy półfinałowej     |
| 1963 | José Guardiola        | „Algo prodigioso”               | 12               | 2                | Brak rundy półfinałowej     | Brak rundy półfinałowej     |
| 1964 | Tim, Nelly & Tony     | „Caracola”                      | 12               | 1                | Brak rundy półfinałowej     | Brak rundy półfinałowej     |
| 1965 | Conchita Bautista     | „Qué bueno, qué bueno”          | 15               | 0                | Brak rundy półfinałowej     | Brak rundy półfinałowej     |
| 1966 | Raphael               | „Yo soy aquél”                  | 7                | 9                | Brak rundy półfinałowej     | Brak rundy półfinałowej     |
| 1967 | Raphael               | „Hablemos del amor”             | 6                | 9                | Brak rundy półfinałowej     | Brak rundy półfinałowej     |
| 1968 | Massiel               | „La, la, la”                    | 1                | 29               | Brak rundy półfinałowej     | Brak rundy półfinałowej     |
| 1969 | Salomé                | „Vivo Cantando”                 | 1                | 18               | Brak rundy półfinałowej     | Brak rundy półfinałowej     |
| 1970 | Julio Iglesias        | „Gwendolyne”                    | 4                | 8                | Brak rundy półfinałowej     | Brak rundy półfinałowej     |
| 1971 | Karina                | „En un mundo nuevo”             | 2                | 116              | Brak rundy półfinałowej     | Brak rundy półfinałowej     |
| 1972 | Jaime Morey           | „Amanece”                       | 10               | 83               | Brak rundy półfinałowej     | Brak rundy półfinałowej     |
| 1973 | Mocedades             | „Eres tú”                       | 2                | 125              | Brak rundy półfinałowej     | Brak rundy półfinałowej     |
| 1974 | Peret                 | „Canta y sé feliz”              | 9                | 10               | Brak rundy półfinałowej     | Brak rundy półfinałowej     |
| 1975 | Sergio y Estíbaliz    | „Tú volverás”                   | 10               | 53               | Brak rundy półfinałowej     | Brak rundy półfinałowej     |
| 1976 | Braulio               | „Sobran las palabras”           | 16               | 11               | Brak rundy półfinałowej     | Brak rundy półfinałowej     |
| 1977 | Micky                 | „Enséñame a cantar”             | 9                | 52               | Brak rundy półfinałowej     | Brak rundy półfinałowej     |
| 1978 | José Vélez            | „Bailemos un vals”              | 9                | 65               | Brak rundy półfinałowej     | Brak rundy półfinałowej     |
| 1979 | Betty Missiego        | „Su canción”                    | 2                | 116              | Brak rundy półfinałowej     | Brak rundy półfinałowej     |
| 1980 | Trigo Limpio          | „Quédate esta noche”            | 12               | 38               | Brak rundy półfinałowej     | Brak rundy półfinałowej     |
| 1981 | Bacchelli             | „Y solo tú”                     | 14               | 38               | Brak rundy półfinałowej     | Brak rundy półfinałowej     |
| 1982 | Lucía                 | „Él”                            | 10               | 52               | Brak rundy półfinałowej     | Brak rundy półfinałowej     |
| 1983 | Remedios Amaya        | „¿Quién maneja mi barca?”       | 19               | 0                | Brak rundy półfinałowej     | Brak rundy półfinałowej     |
| 1984 | Bravo                 | „Lady, Lady”                    | 3                | 106              | Brak rundy półfinałowej     | Brak rundy półfinałowej     |
| 1985 | Paloma San Basilio    | „La fiesta terminó”             | 14               | 36               | Brak rundy półfinałowej     | Brak rundy półfinałowej     |
| 1986 | Cadillac              | „Valentino”                     | 10               | 51               | Brak rundy półfinałowej     | Brak rundy półfinałowej     |
| 1987 | Patricia Kraus        | „No estás solo”                 | 19               | 10               | Brak rundy półfinałowej     | Brak rundy półfinałowej     |
| 1988 | La Década             | „La chica que yo quiero”        | 11               | 58               | Brak rundy półfinałowej     | Brak rundy półfinałowej     |
| 1989 | Nina                  | „Nacida para amar”              | 6                | 88               | Brak rundy półfinałowej     | Brak rundy półfinałowej     |
| 1990 | Azúcar Moreno         | „Bandido”                       | 5                | 96               | Brak rundy półfinałowej     | Brak rundy półfinałowej     |
| 1991 | Sergio Dalma          | „Bailar pegados”                | 4                | 119              | Brak rundy półfinałowej     | Brak rundy półfinałowej     |
| 1992 | Serafín Zubiri        | „Todo esto es la música”        | 14               | 37               | Brak rundy półfinałowej     | Brak rundy półfinałowej     |
| 1993 | Eva Santamaría        | „Hombres”                       | 11               | 58               | Kvalifikacija za Millstreet | Kvalifikacija za Millstreet |
| 1994 | Alejandro Abad        | „Ella no es ella”               | 18               | 17               | Brak rundy półfinałowej     | Brak rundy półfinałowej     |
| 1995 | Anabel Conde          | „Vuelve conmigo”                | 2                | 119              | Brak rundy półfinałowej     | Brak rundy półfinałowej     |
| 1996 | Antonio Carbonell     | „¡Ay, qué deseo!”               | 20               | 17               | 14                          | 43                          |
| 1997 | Marcos Llunas         | „Sin rencor”                    | 6                | 96               | Brak rundy półfinałowej     | Brak rundy półfinałowej     |
| 1998 | Mikel Herzog          | „¿Qué voy a hacer sin ti?”      | 16               | 21               | Brak rundy półfinałowej     | Brak rundy półfinałowej     |
| 1999 | Lydia                 | „No quiero escuchar”            | 23               | 1                | Brak rundy półfinałowej     | Brak rundy półfinałowej     |
| 2000 | Serafín Zubiri        | „Colgado de un sueño”           | 18               | 18               | Brak rundy półfinałowej     | Brak rundy półfinałowej     |
| 2001 | David Civera          | „Dile que la quiero”            | 6                | 76               | Brak rundy półfinałowej     | Brak rundy półfinałowej     |
| 2002 | Rosa López            | „Europe’s Living a Celebration” | 7                | 81               | Brak rundy półfinałowej     | Brak rundy półfinałowej     |
| 2003 | Beth                  | „Dime”                          | 8                | 81               | Brak rundy półfinałowej     | Brak rundy półfinałowej     |
| 2004 | Ramón                 | „Para llenarme de ti”           | 10               | 87               | Wielka Czwórka              | Wielka Czwórka              |
| 2005 | Son de Sol            | „Brujeria”                      | 21               | 28               | Wielka Czwórka              | Wielka Czwórka              |
| 2006 | Las Ketchup           | „Bloody Mary”                   | 21               | 18               | Wielka Czwórka              | Wielka Czwórka              |
| 2007 | D'Nash                | „I Love You Mi Vida”            | 20               | 43               | Wielka Czwórka              | Wielka Czwórka              |
| 2008 | Rodolfo Chikilicuatre | „Baila el Chiki-Chiki”          | 16               | 55               | Wielka Czwórka              | Wielka Czwórka              |
| 2009 | Soraya Arnelas        | „La noche es para mí”           | 23               | 23               | Wielka Czwórka              | Wielka Czwórka              |
| 2010 | Daniel Diges          | „Algo pequeñito”                | 15               | 68               | Wielka Czwórka              | Wielka Czwórka              |
| 2011 | Lucía Pérez Vizcaíno  | „Que me quiten lo bailao”       | 23               | 50               | Wielka Piątka               | Wielka Piątka               |
| 2012 | Pastora Soler         | „Quédate conmigo”               | 10               | 97               | Wielka Piątka               | Wielka Piątka               |
| 2013 | El Sueño de Morfeo    | „Contigo hasta el final”        | 25               | 8                | Wielka Piątka               | Wielka Piątka               |
| 2014 | Ruth Lorenzo          | „Dancing in the Rain”           | 10               | 74               | Wielka Piątka               | Wielka Piątka               |
| 2015 | Edurne                | „Amanecer”                      | 21               | 15               | Wielka Piątka               | Wielka Piątka               |
| 2016 | Barei                 | „Say Yay!”                      | 22               | 77               | Wielka Piątka               | Wielka Piątka               |
| 2017 | Manel Navarro         | „Do It for Your Lover”          | 26               | 5                | Wielka Piątka               | Wielka Piątka               |
| 2018 | Amaia i Alfred        | „Tu canción”                    | 23               | 61               | Wielka Piątka               | Wielka Piątka               |
| 2019 | Miki                  | „La venda”                      | 22               | 54               | Wielka Piątka               | Wielka Piątka               |
| 2020 | Blas Cantó            | „Universo”                      | Konkurs odwołany | Konkurs odwołany | Wielka Piątka               | Wielka Piątka               |
| 2021 | Blas Cantó            | „Voy a Quedarme”                | 24               | 6                | Wielka Piątka               | Wielka Piątka               |
| 2022 | Chanel                | „SloMo”                         | 3                | 459              | Wielka Piątka               | Wielka Piątka               |
| 2023 | Blanca Paloma         | „Eaea”                          | 17               | 100              | Wielka Piątka               | Wielka Piątka               |
| 2024 | Nebulossa             | „Zorra”                         | 22               | 30               | Wielka Piątka               | Wielka Piątka               |
| 2025 | Melody                | „Esa diva”                      | 24               | 37               | Wielka Piątka               | Wielka Piątka               |
| 2026 |                       |                                 |                  |                  | Wielka Piątka               | Wielka Piątka               |

Legenda:
     1. miejsce

## Historia głosowania w finale (1961–2025)
Poniższe tabele pokazują, którym krajom Hiszpania przyznaje w finale najwięcej punktów oraz od których państw hiszpańscy reprezentanci otrzymują najwyższe noty.
| L.p. | Kraj       | Punkty |
| ---- | ---------- | ------ |
| 1    | Włochy     | 282    |
| 2    | Niemcy     | 245    |
| 3    | Portugalia | 201    |
| 4    | Francja    | 198    |
| 5    | Szwecja    | 197    |

| L.p. | Kraj       | Punkty |
| ---- | ---------- | ------ |
| 1    | Portugalia | 265    |
| 2    | Francja    | 201    |
| 3    | Szwajcaria | 192    |
| 4    | Belgia     | 169    |
| 5    | Grecja     | 158    |

## Konkursy Piosenki Eurowizji zorganizowane w Hiszpanii
Hiszpania była gospodarzem konkursu w 1969, który odbył się w Teatro Real w Madrycie.
| Rok  | Miasto | Miejsce     | Prezenter          |
| ---- | ------ | ----------- | ------------------ |
| 1969 | Madryt | Teatro Real | Laurita Valenzuela |

## Nagrody im. Marcela Bezençona
Nagroda Fanów
| Rok  | Utwór | Wykonawca |
| ---- | ----- | --------- |
| 2003 | Beth  | „Dime”    |

## Gratulacje: 50 lat Konkursu Piosenki Eurowizji
W październiku 2005 odbył się koncert jubileuszowy Gratulacje: 50 lat Konkursu Piosenki Eurowizji, który został zorganizowany przez Europejską Unię Nadawców (EBU). W trakcie koncertu odbył się plebiscyt na najlepszą piosenkę w historii konkursu. 11. miejsce w plebiscycie zajęła hiszpańska propozycja „Eres tú” zespołu Mocedades, który zajął drugie podczas 18. Konkursu Piosenki Eurowizji w 1973.